# BWX Technologies
BWX Technologies, Inc. (BWXT ) со штаб-квартирой в Линчберге, штат Вирджиния.  Дочерняя компания McDermott International, Inc.  Является поставщиком ядерных компонентов и топлива в США.

## Подразделения

### BWXT mPower, Inc.
Компания BWXT mPower, Inc. была создана в 2012 году для проектирования, разработки, лицензирования и развертывания малого модульного ядерного реактора B&W mPower   Штаб-квартира бизнес-подразделения находилась в Шарлотте, Северная Каролина.
В 2009 году BWXT объявила о планах спроектировать, разработать, лицензировать и развернуть малый модульный ядерный реактор (ММР) под названием реактор BWXT mPower. Пассивно-безопасный реактор должен был иметь мощность 180 мегаватт и был одним из нескольких малых модульных реакторов (ММР), проектируемых  американскими инженерными фирмами. Реактор mPower должен был иметь полностью подземную защитную оболочку.  Конструкция реактора представляла собой интегрированную систему водо-водяного реактора (iPWR), в которой активная зона ядерного реактора и парогенераторы находились в одном корпусе.  B&W и инженерно-строительная фирма Bechtel поддерживали альянс под названием Generation mPower LLC для производства модульных атомных электростанций с использованием реактора BWXT mPower до закрытия проекта в 2017 году.

### BWXT Nuclear Energy , Inc.
BWXT Nuclear Energy, Inc. (BWXT NE) производит ядерные компоненты и предоставляет услуги по проектированию,  строительству, инспекции и ремонту. Она была образована в 2010 году под названием Babcock & Wilcox Nuclear Energy в результате слияния двух бизнес-подразделений, группы по производству ядерной энергии и группы модульной ядерной энергетики. Позже эта компания была переименована в BWXT NE после отделения Babcock & Wilcox в июле 2015 года. BWXT — единственная  компания в США, которая с 1950-х годов непрерывно производит ядерные парогенераторы для коммерческой атомной энергетики. Штаб-квартира BWXT NE находится в Шарлотте, Северная Каролина.

### BWXT Nuclear Operations Group , Inc.
BWXT Nuclear Operations Group, Inc. (BWXT NOG) специализируется на разработке и производстве оборудования для правительства США. BWXT NOG имеет четыре офиса в Соединенных Штатах. Предприятия BWXT NOG в Барбертоне, штат Огайо , и Маунт-Вернон, штат Индиана , специализируются на разработке и производстве крупных и тяжелых компонентов. Предприятия BWXT NOG в Линчбурге, Вирджиния , и Евклиде, Огайо , разрабатывают и поставляют компоненты для правительственных программ США. Nuclear Fuel Services , Inc. (NFS) является дочерней компанией BWXT NOG, расположенной в Эрвине, штат Теннесси . Штаб-квартира BWXT NOG находится в Линчбурге.

### BWXT Technical Services Group, Inc.
BWXT Technical Services Group, Inc. (BWXT TSG) управляет сложными ядерными операциями и операциями по обеспечению национальной безопасности, включая ядерные производственные объекты. BWXT TSG управляет национальными стратегическими запасами нефти и предоставляет широкий спектр технических услуг Министерству энергетики США и Национальному управлению по ядерной безопасности. Компания BWXT TSG со штаб-квартирой в Линчбурге имеет три направления деятельности: управление крупными контрактами на производство или закрытие объектов для правительства США, оказание лабораторных услуг и управление техническими услугами.  BWXT TSG является членом Los Alamos National Security, LLC .и Lawrence Livermore National Security, LLC (LLNS), последняя из которых 8 мая 2007 г. получила контракт на управление и эксплуатацию (M&O) на эксплуатацию Ливерморской национальной лаборатории им Лоуренса